# Stimmhafter bilabialer Frikativ
Der stimmhafte bilabiale Frikativ (ein stimmhafter, mit beiden Lippen gebildeter Reibelaut) hat in verschiedenen Sprachen folgende lautliche und orthographische Realisierungen:
- Spanisch [⁠β⁠]: jedes b und v, das nicht im absoluten Anlaut steht und auch keinem Nasal folgt.
  - Beispiel: iba [ˈiβa]
  - Beispiel: la vuelta [la ˈβwelta]